# Asplenium daucifolium
Asplenium daucifolium är en svartbräkenväxtart som beskrevs av Jean-Baptiste Lamarck. Asplenium daucifolium ingår i släktet Asplenium och familjen Aspleniaceae. Inga underarter finns listade.

## Bildgalleri

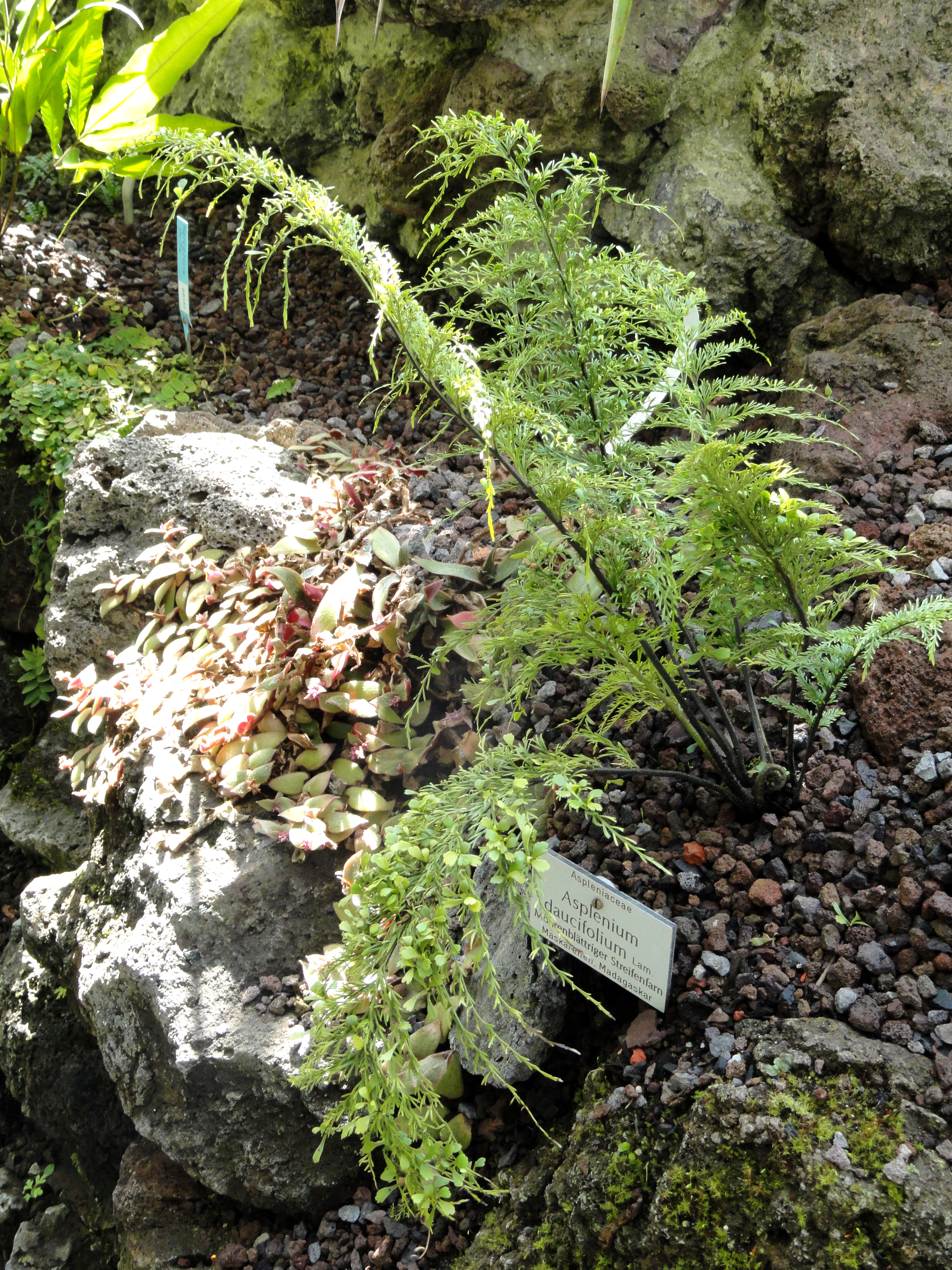
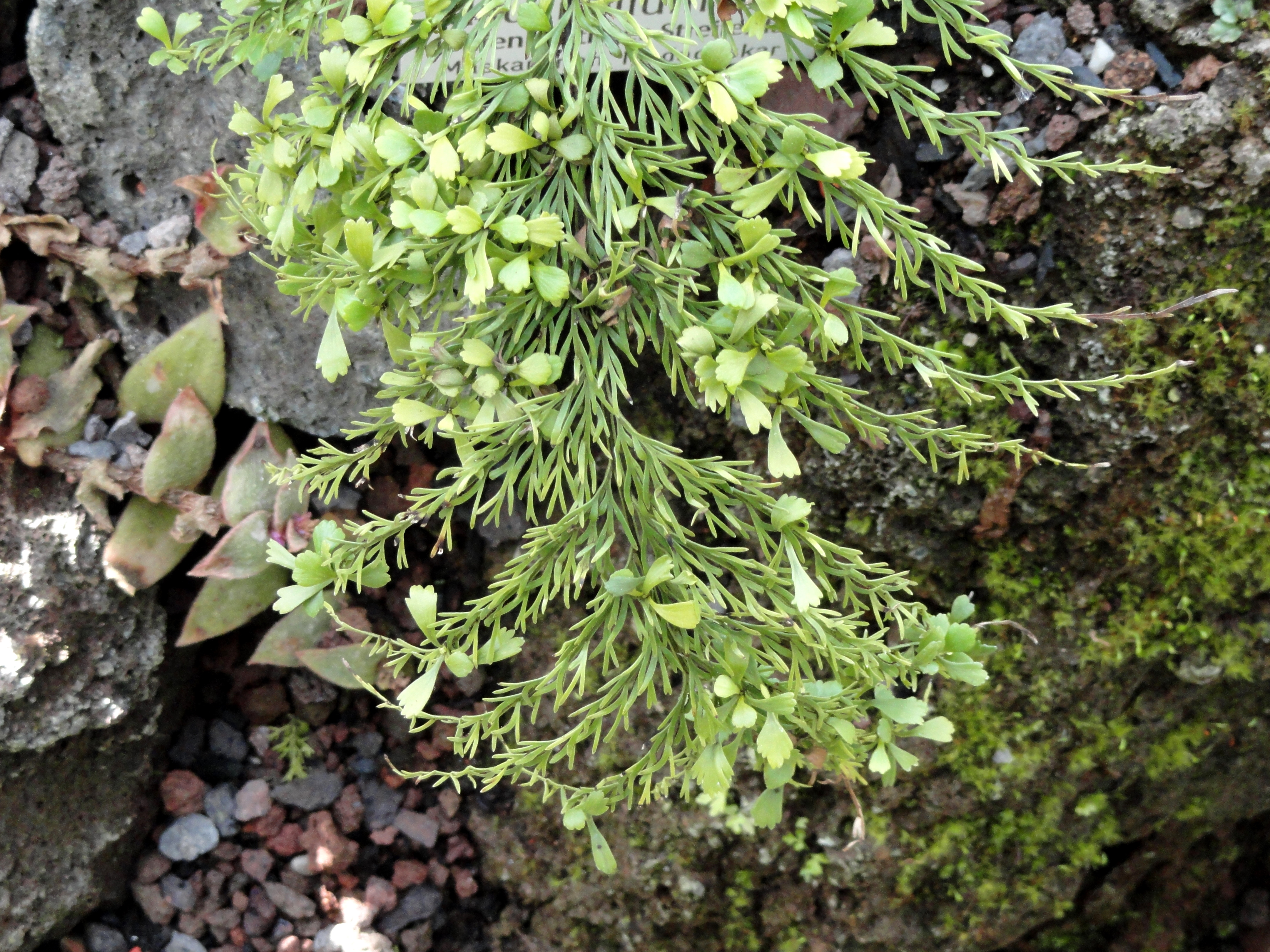
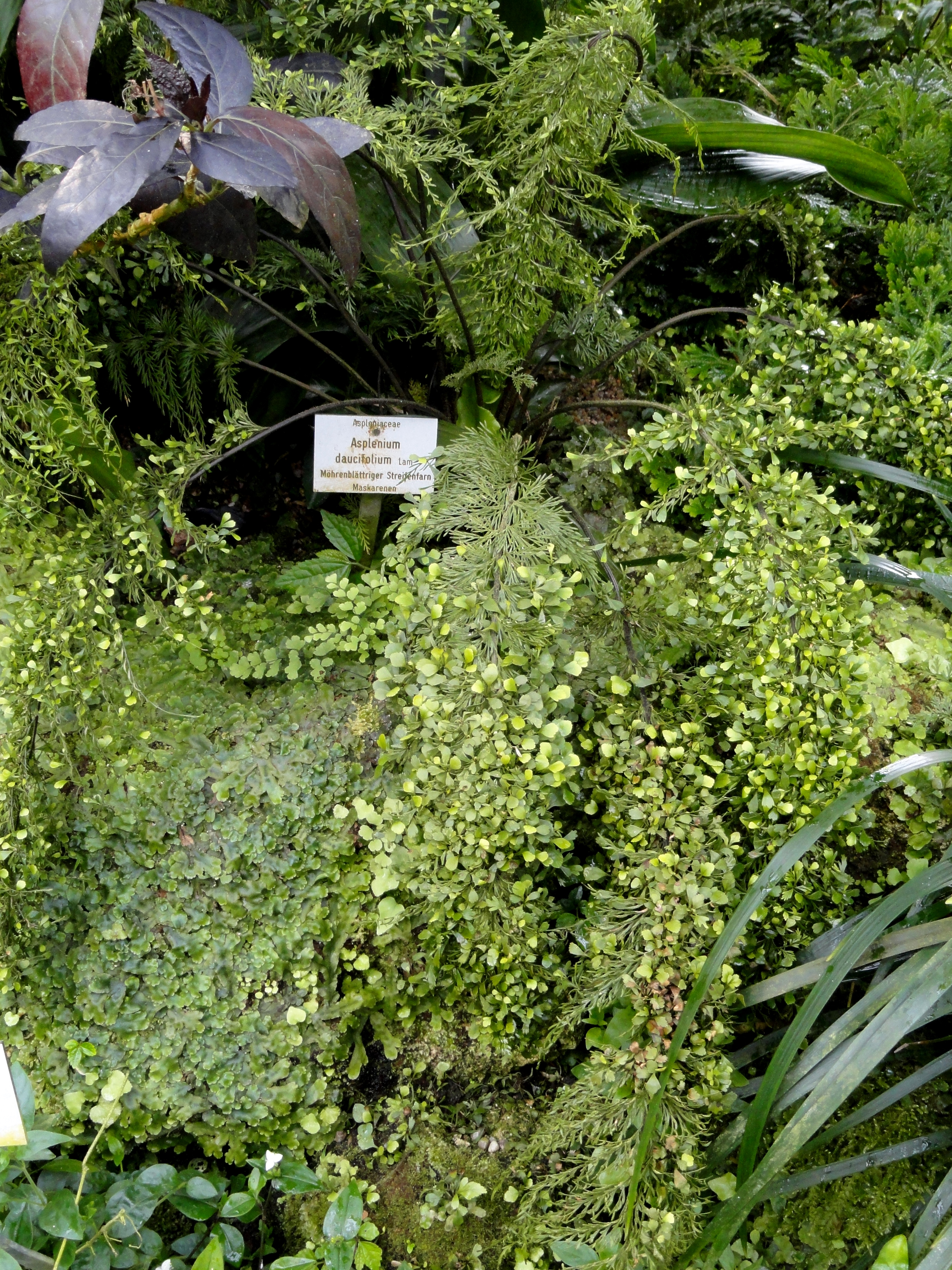
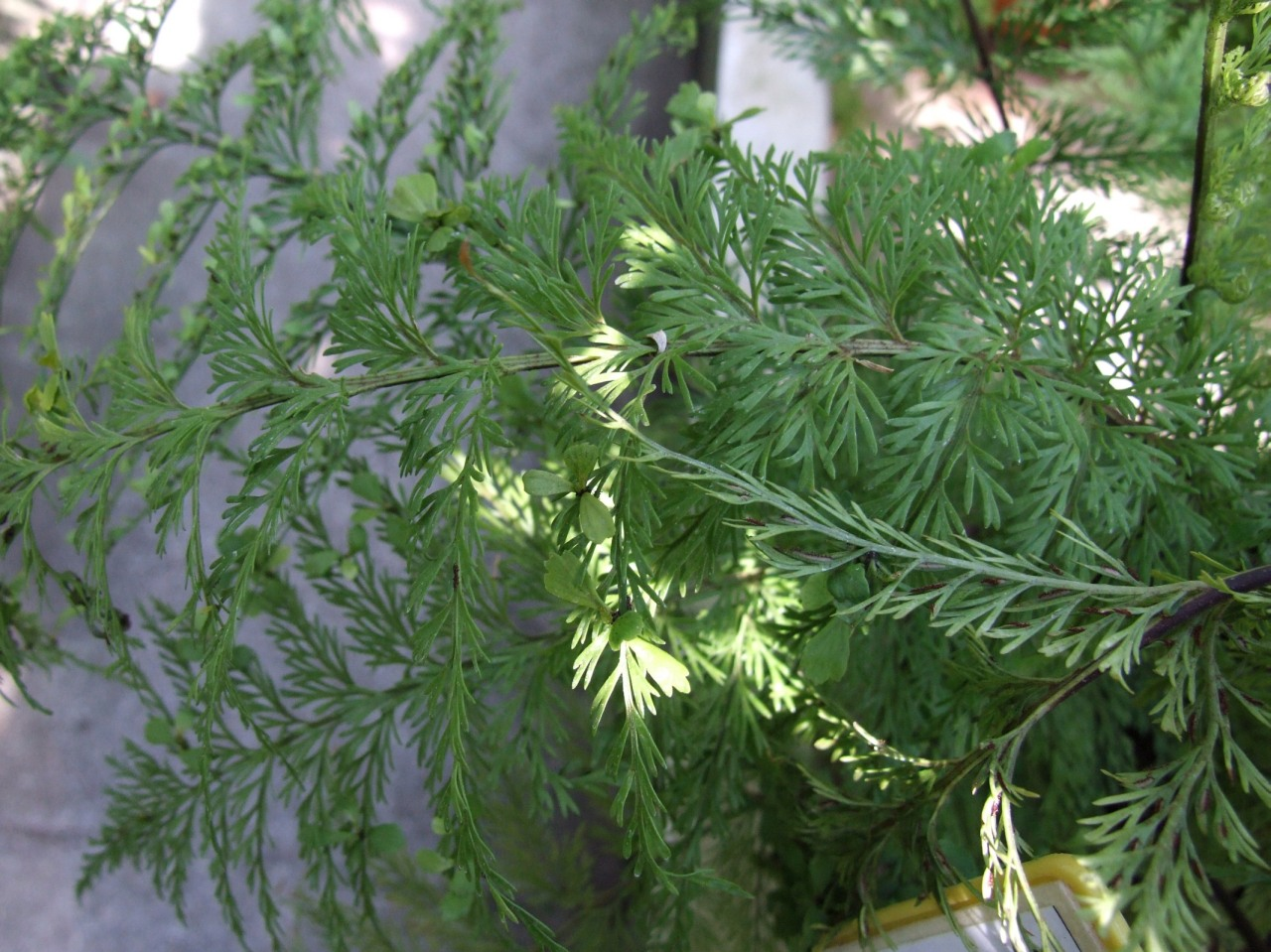
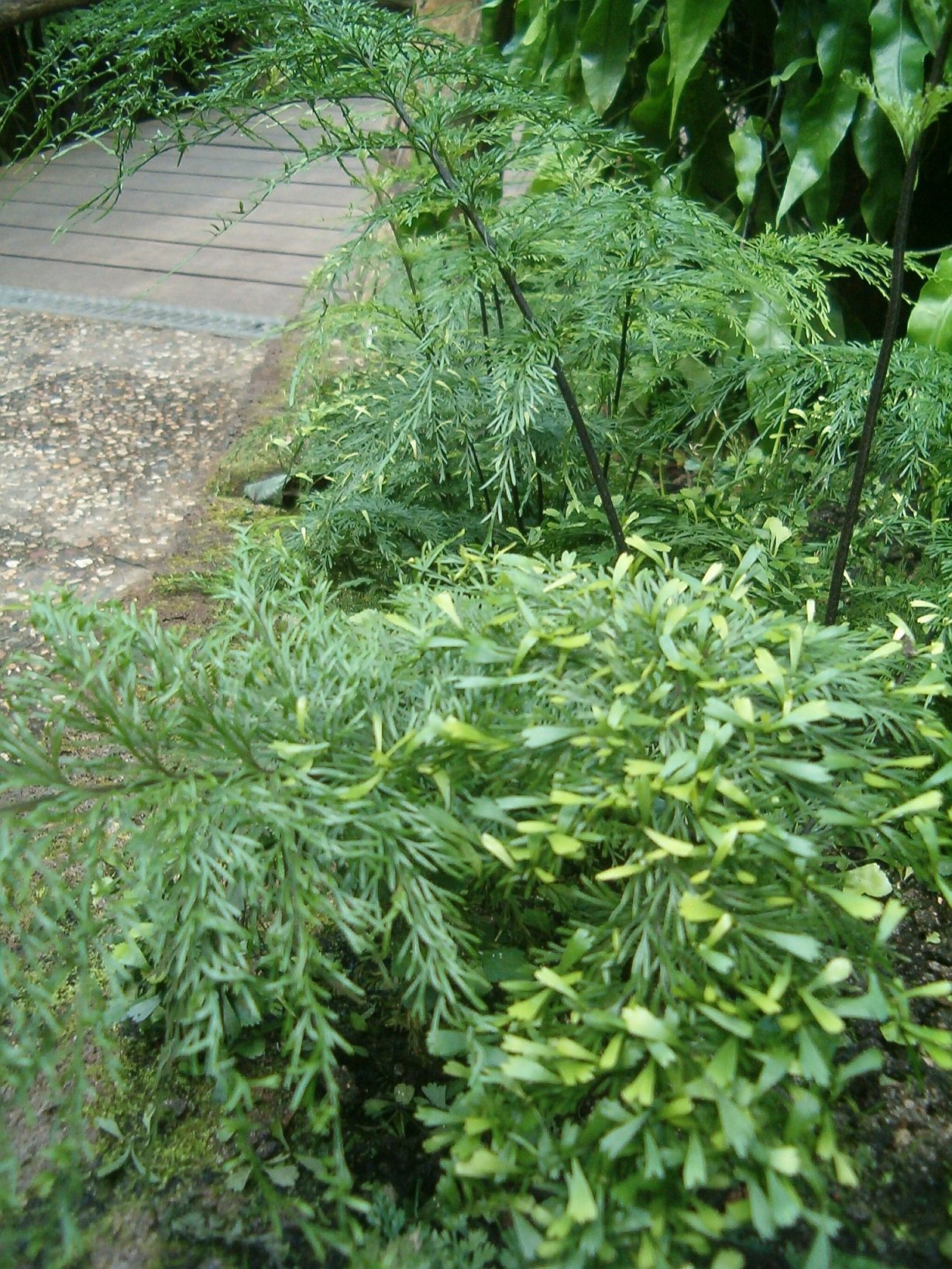
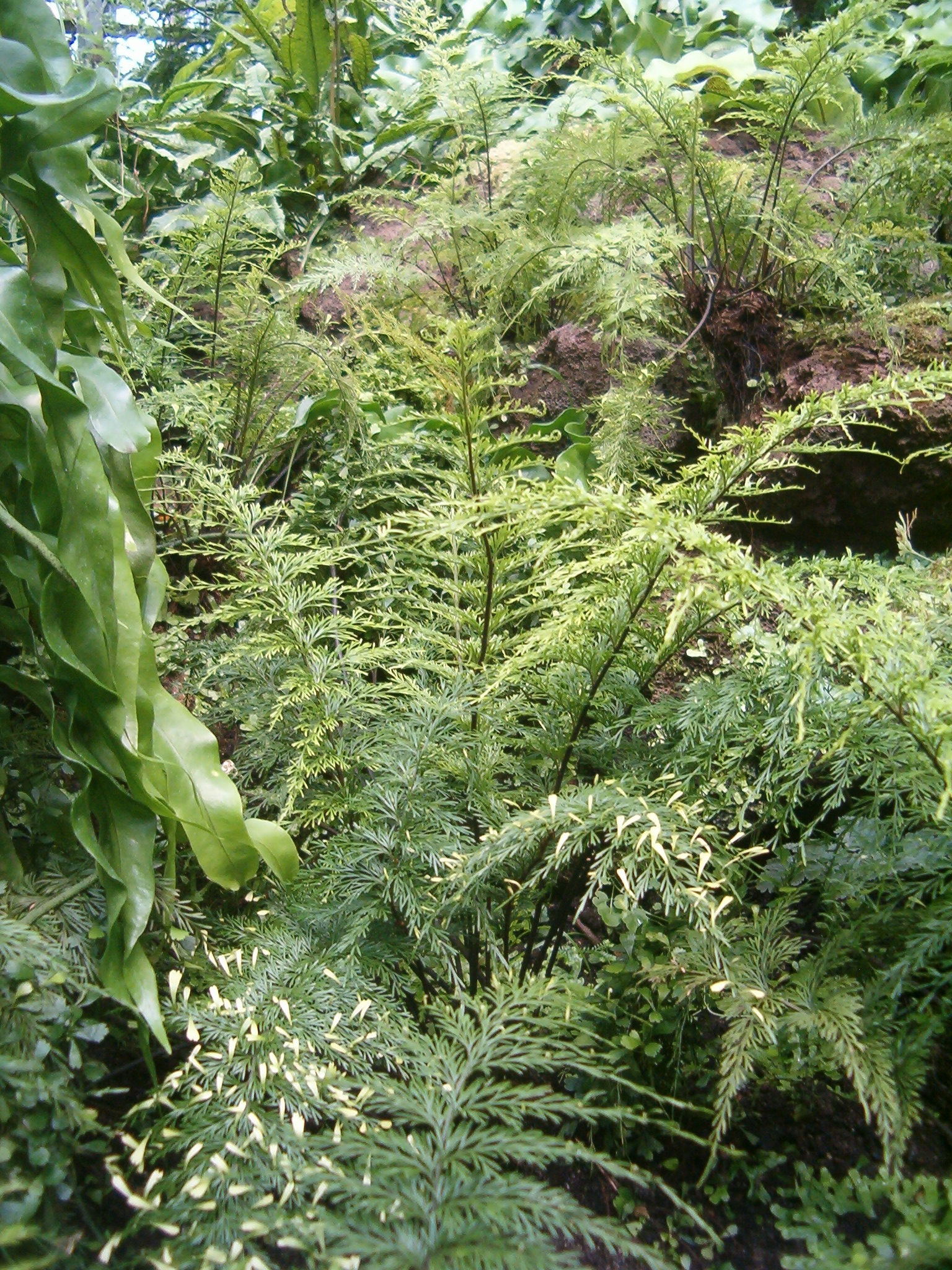